# Montpellier Handball
El Montpellier Handball és un equip d'handbol de la ciutat francesa de Montpeller. El club es fundà l'any 1982 com a Cosmos Montpellier, i fou rebatejat amb la seva denominació actual el 1989.
Actualment milita a la Primera Divisió de la Lliga francesa d'handbol, això no obstant, no ascendí a aquesta categoria fins al 1991. En els últims anys s'ha convertit en un dels grans dominadors d'aquest esport a França, tot aconseguint 11 Lligues, 9 Copes i 5 Copes de la Lliga.
A nivell internacional el títol més important que ha aconseguit és la Copa d'Europa d'handbol de 2003, en la que derrotà el Portland San Antonio a la final, esdevenint l'únic equip francès que ha guanyat aquesta competició. A més a més ha guanyat 2 Lligues dels Pirineus.

## Palmarès
- 1 Copa d'Europa: 2003.
- 2 Lligues dels Pirineus: 2002 i 2004.
- 12 Lligues franceses: 1995, 1998, 1999, 2000, 2002, 2003, 2004, 2005, 2006, 2008, 2009 i 2010.
- 10 Copes de França: 1999, 2000, 2001, 2002, 2003, 2005, 2006, 2008, 2009 i 2010.
- 6 Copes de la Lliga francesa: 2004, 2005, 2006, 2007, 2008 i 2010.

## Jugadors destacats
| - Jérôme Fernandez - Nikola Karabatić - Samuel Honrubia - Cristian Malmagro |